# 137e régiment d'infanterie territoriale
Pour les articles homonymes, voir 137e régiment.
Le 137e régiment d'infanterie territoriale (137e RIT, ou 137e régiment territorial d'infanterie) est un régiment d'infanterie territoriale de l'armée de terre française qui a participé à la Première Guerre mondiale.

## Création et différentes dénominations
Le régiment reçoit son numéro par décret du 19 mars 1875, en prévision de la mobilisation.

## Chefs de corps
Le régiment est commandé par le lieutenant-colonel de Bray puis par le lieutenant-colonel Derrive.

#### Affectations

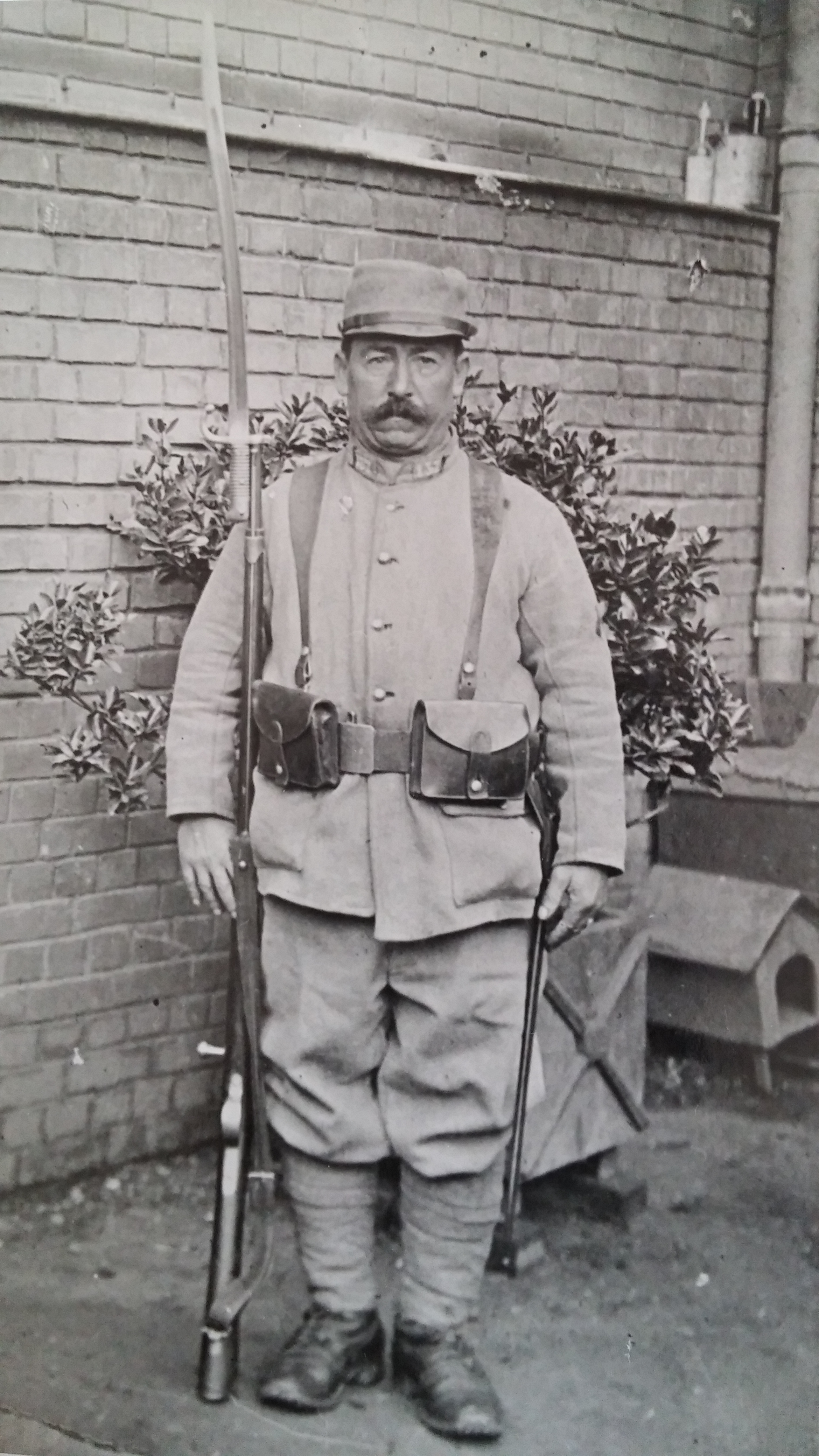
Benoît Desplat, soldat au RIT. À noter le fusil Chassepot.

## Historique des garnisons, combats et batailles du137eRIT

### Première Guerre mondiale

#### 1914
Le régiment reçoit son numéro par décret du 19 mars 1875. Il doit être formé à Saintes en cas de mobilisation. Il est constitué en août 1914 dans cette ville, comme régiment d'étape (logistique).
À la mi-août 1914 organisé à Saint-Cyr-en-Val et Saint-Denis-en-Val (Loiret) à la suite de quoi le 2e bataillon rejoint Châlons-sur-Marne où les personnels effectuent des déchargement de trains, des escortes de convois ou de blessés, tandis que le reste du régiment se dirige sur Troyes. Les 1er et 3e bataillons rejoignent ultérieurement le bataillon isolé à Châlons où ils participent à des escortes de prisonniers, de convois, au chargement et déchargement de trains, de péniches, à la réparation de routes, ou encore à des travaux forestiers. Le 2e bataillon assura également l'inhumation de 4 800 cadavres et 300 chevaux des champs de bataille de la Marne (Fère-Champenoise, Morains-le-Petit, Écury-le-Repos, Lenharrée).
En novembre les plus jeunes des soldats (900 hommes) rejoignent certaines unités de première ligne. Les différents bataillons sont séparés à cette date.
Le 30 novembre les fusils modèle 1886 furent retirés aux hommes du 137e régiment d'infanterie territoriale et remplacés par les modèles plus anciens (Chassepots), puis la totalité des outils portatifs leur sont enlevés.

#### 1915
À la suite des ordres donnés par le commandement supérieur, les mutations suivantes sont effectuées du 5 au 30 novembre : Le 112e territorial passe aux 137e et 138e régiments territoriaux d’étapes : 66 sous-officiers (adjudants, sergents-majors et sergents), 100 caporaux fourriers et caporaux, 1 079 soldats des plus anciennes classes en échange des mêmes effectifs de gradés et de soldats de classes plus jeunes[réf. souhaitée].
La physionomie du régiment est ainsi modifiée peu à peu, le 137e devenant constitué de territoriaux ayant combattu en première ligne avec d'autres régiments.

#### 1916-1919
Du 19 février 1916 à sa dissolution le 20 février 1919, le régiment est en garnison dans la région du Havre. Il est d'ailleurs nommé « régiment du Havre » dans le recensement des unités militaires du 1er décembre 1917.

## Drapeau
Il ne porte aucune inscription.